# 2020년 하계 올림픽 테니스
2020년 하계 올림픽 테니스는 2021년 7월 24일부터 8월 1일까지 일본 도쿄 아리아케 테니스 파크에서 진행된다. 5개 세부종목에 172명의 선수가 참가하며, 남녀 단복식과 혼성 복식으로 구성된다. 혼성 종목은 3번 연속으로 치러진다. 이번 대회의 하드코트 규격은 데코터프 사의 것으로 채택되었다.

## 예선
올림픽 본선을 노리는 선수는 데이비스컵이나 빌리 진 킹 컵 관련 경기 출전조건을 충족해야 한다. 단식종목의 경우 2021년 6월 14일 세계랭킹을 우선하여 진출 여부가 가려지며, 남녀 56명씩, 한 국가당 최대 4명까지 출전할 수 있다. 나머지 출전권 8명분 중에서 6명분은 자력 진출에 실패한 국가를 대상으로 대륙별 대표로 삼아 배분된다. 마지막까지 남은 2명분은 예비 출전권으로, 하나는 개최국 일본 전용, 하나는 전 올림픽 금메달리스트나 그랜드슬램 챔피언 전용이다.
남녀 단식 종목에서는 총 32개 팀이 본선에 진출한다. 우선 10팀의 경우 단식 세계랭킹 10위까지 보장된 자리로, 단복식을 가리지 않고 300위 내에 든 선수를 택할 수 있다. 나머지 22팀은 종합랭킹에 따라 배정되며, 전체 선수 쿼터가 충족되면 단식 선수에게 우선권이 주어진다. 개최국 일본의 경우 복식종목 자력진출에 실패할 경우 남녀 1팀씩 자동진출권이 부여된다. 혼성 복식은 별도의 출전권 배분이 없고 대신 단복식에 출전한 선수들로 모든 출전팀이 구성된다. 따라서 혼성랭킹 15위권 팀과 개최국 일본이 경기에 참가하게 된다.
남자 단식에서 올림픽 2연패를 달성한 디펜딩 챔피언, 영국의 앤디 머리는 1차전에 앞서 대퇴근에 무리가 생겨 출전을 포기했다. 역시 여자 단식 디펜딩 챔피언이었던 푸에르토리코의 모니카 푸이그도 수술 회복을 위해 이번 대회에 참가하지 않기로 했다.

## 경기 방식
이번 대회의 남녀 단식 경기는 총 64명의 선수가 나서는 싱글 토너먼트전으로 진행된다. 단식은 총 6라운드, 복식은 총 5라운드 (32강전)에 걸쳐 진행된다. 준결승에서 패배한 두 선수 내지는 팀을 대상으로 동메달 여부를 가리기 위한 경기가 추가로 치러진다. 단식의 경우 모든 싱글매치가 3세트로 구성되며, 표준 타이브레이크 (7점 우선제)를 적용한다. 복식의 경우 3세트를 매치 타이브레이크 (10점 우선제)로 대신한다.

## 일정
| 날짜      | 7월 24일 (토) | 7월 25일 (일) | 7월 26일 (월) | 7월 27일 (화) | 7월 28일 (수) | 7월 29일 (목) | 7월 30일 (금) | 7월 31일 (토) | 8월 1일 (일) |
| 시작시간  | 11:00         | 11:00         | 11:00         | 11:00         | 11:00         | 11:00         | 12:00         | 12:00         | 12:00        |
| --------- | ------------- | ------------- | ------------- | ------------- | ------------- | ------------- | ------------- | ------------- | ------------ |
| 남자 단식 | 64강          | 64강          | 32강          | 32강          | 16강          | 8강           | 4강           | 동메달전      | 결승         |
| 여자 단식 | 64강          | 64강          | 32강          | 16강          | 8강           | 4강           | —             | 동메달전/결승 | —            |
| 남자 복식 | 32강          | 32강          | 16강          | 8강           | 4강           | —             | 동메달전/결승 | —             | —            |
| 여자 복식 | 32강          | 32강          | 16강          | 16강          | 8강           | 4강           | —             | 동메달전      | 결승         |
| 혼성 복식 | —             | —             | —             | —             | 16강          | 8강           | 4강           | 동메달전      | 결승         |

## 참가

### 참가국
- 아르헨티나 (7)
- 오스트레일리아 (10)
- 오스트리아 (2)
- 벨라루스 (3)
- 벨기에 (4)
- 볼리비아 (1)
- 브라질 (7)
- 캐나다 (4)
- 칠레 (1)
- 중화인민공화국 (5)
- 콜롬비아 (4)
- 크로아티아 (6)
- 체코 (6)
- 이집트 (2)
- 에스토니아 (1)
- 프랑스 (10)
- 조지아 (1)
- 독일 (9)
- 영국 (6)
- 그리스 (2)
- 인도 (3)
- 이탈리아 (6)
- 일본 (11) (개최국)
- 카자흐스탄 (7)
- 라트비아 (2)
- 멕시코 (2)
- 네덜란드 (4)
- 뉴질랜드 (2)
- 파라과이 (1)
- 페루 (1)
- 폴란드 (6)
- 포르투갈 (2)
- 러시아 올림픽 위원회 (8)
- 루마니아 (3)
- 세르비아 (5)
- 슬로바키아 (3)
- 대한민국 (1)
- 스페인 (8)
- 스웨덴 (1)
- 스위스 (2)
- 중화 타이베이 (5)
- 튀니지 (1)
- 우크라이나 (4)
- 미국 (11)
- 우즈베키스탄 (1)

## 메달리스트

### 순위
범례
  *   개최국 (일본)

### 메달리스트
| 남자 단식 자세히 | 알렉산더 츠베레프 · 독일                                                   | 카렌 하차노프 · 러시아 올림픽 위원회                           | 파블로 카레뇨 부스타 · 스페인                  |  |  |  |
| 남자 복식 자세히 | 크로아티아 (CRO) · 니콜라 멕티치 · 마테 파비치                             | 크로아티아 (CRO) · 마린 칠리치 · 이반 도디그                   | 뉴질랜드 (NZL) · 마커스 대니얼 · 마이클 비너스 |  |  |  |
|                  |                                                                            |                                                                |                                                |  |  |  |
| 여자 단식 자세히 | 벨린다 벤치치 · 스위스                                                     | 마르케타 본드로우쇼바 · 체코                                   | 엘리나 스비톨리나 · 우크라이나                 |  |  |  |
| 여자 복식 자세히 | 체코 (CZE) · 바르보라 크레이치코바 · 카테르지나 시니아코바                 | 스위스 (SUI) · 벨린다 벤치치 · 빅토리야 골루비치               | 브라질 (BRA) · 라우라 피고시 · 루이자 스테파니 |  |  |  |
|                  |                                                                            |                                                                |                                                |  |  |  |
| 혼성 복식 자세히 | 러시아 올림픽 위원회 (ROC) · 아나스타시야 파블류첸코바 · 안드레이 루블료프 | 러시아 올림픽 위원회 (ROC) · 옐레나 베스니나 · 아슬란 카라체프 | 오스트레일리아 (AUS) · 애슐리 바티 · 존 피어스 |  |  |  |

## 같이 보기
- 2018년 아시안 게임 테니스
- 2018년 하계 청소년 올림픽 테니스
- 올림픽 테니스